# San Jacopo (Orsanmichele)

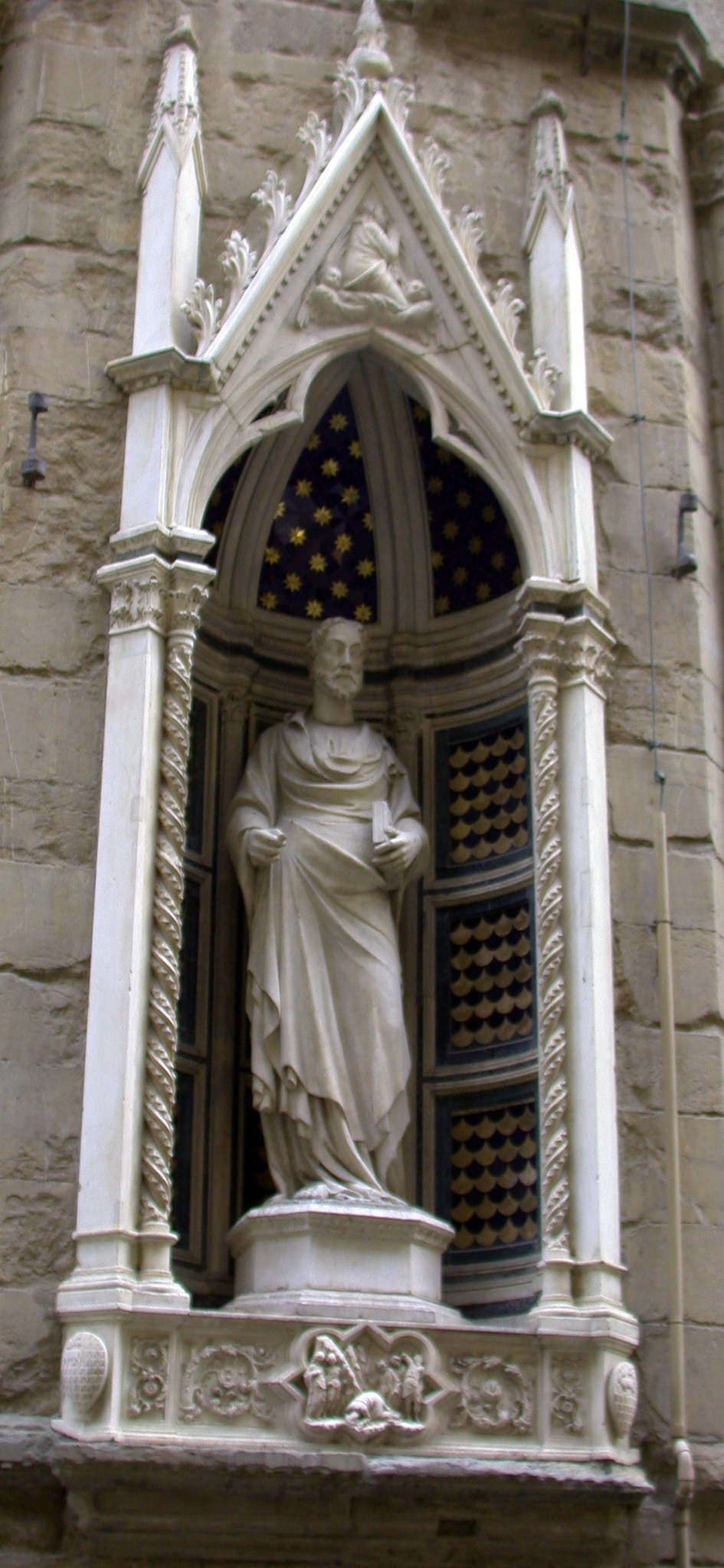
San Jacopo di Niccolò di Pietro Lamberti

La statua di San Jacopo attribuita a Niccolò di Pietro Lamberti fa parte del ciclo delle quattordici statue dei protettori delle Arti di Firenze nelle nicchie esterne della chiesa di Orsanmichele. Fu commissionata dall'Arte dei Vaiai e Pellicciai e risale al 1410-1412 circa. È in marmo apuano ed è alta 213 cm. Oggi si trova conservata all'interno del Museo di Orsanmichele, mentre all'esterno è sostituita da una copia.

## Storia
Né della statua, né del tabernacolo si conoscono documenti circa l'autore, per cui fin dalla fine dell'Ottocento fu al centro di un vivace dibattito critico, venendo assegnata prima a Nanni di Banco, poi a Bernardo Ciuffagni e solo più recentemente si è raggiunta una certa concordanza sul nome di Niccolò di Pietro Lamberti, forse aiutato dal figlio Pietro.
La data viene collocata tra il 1410 e il 1412 per il confronto con le opere di Ghiberti, in particolare il San Giovanni Battista e il San Matteo e mettendola in relazione con la scultura dell'altra statua dell'autore per Orsanmichele, il San Luca oggi al Bargello, del 1404-1406, e il viaggio a Venezia del 1420 circa.
Nel 1858 la statua venne restaurata rifacendo alcune dita. Nel 1986 fu tolta dal tabernacolo per essere restaurata dall'Opificio delle Pietre Dure, che completò il lavoro nel 1990. Nel 1991 venne trasferita nel Museo di Orsanmichele. Nel 1994 fu eseguito un calco e una copia, che oggi si trova nella nicchia al posto dell'originale.

## Descrizione
San Giacomo Maggiore, detto popolarmente San Jacopo è raffigurato come un giovane barbuto vestito all'antica, con la figura particolarmente slanciata e priva di approfondimento volumetrico e spaziale, secondo gli stilemi del gotico.
L'opera mostra un certo debito verso le sculture di Ghiberti per Orsanmichele, in particolare riguardo al panneggio.
La statua originale presenta alcune macchie dovute alla patinatura scura eseguita tra la fine del Settecento e l'inizio dell'Ottocento per farla assomigliare al bronzo e dare quindi uniformità al ciclo di Orsanmichele. Durante il restauro sono state ritrovate tracce di lettere cufiche dorate lungo i bordi delle vesti e tracce di doratura nella capigliatura.
Notevole è l'altorilievo con la Decollazione di san Jacopo, dove probabilmente il Lamberti ebbe l'aiuto del figlio Piero. Esso è composto entro un quadrilobo, con le linee verticali che guidano lo sguardo dell'osservatore sul corpo del santo, reclinato a terra.

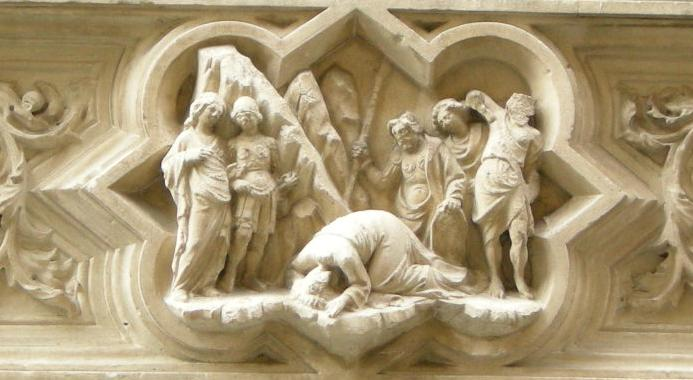
Decollazione di San Jacopo
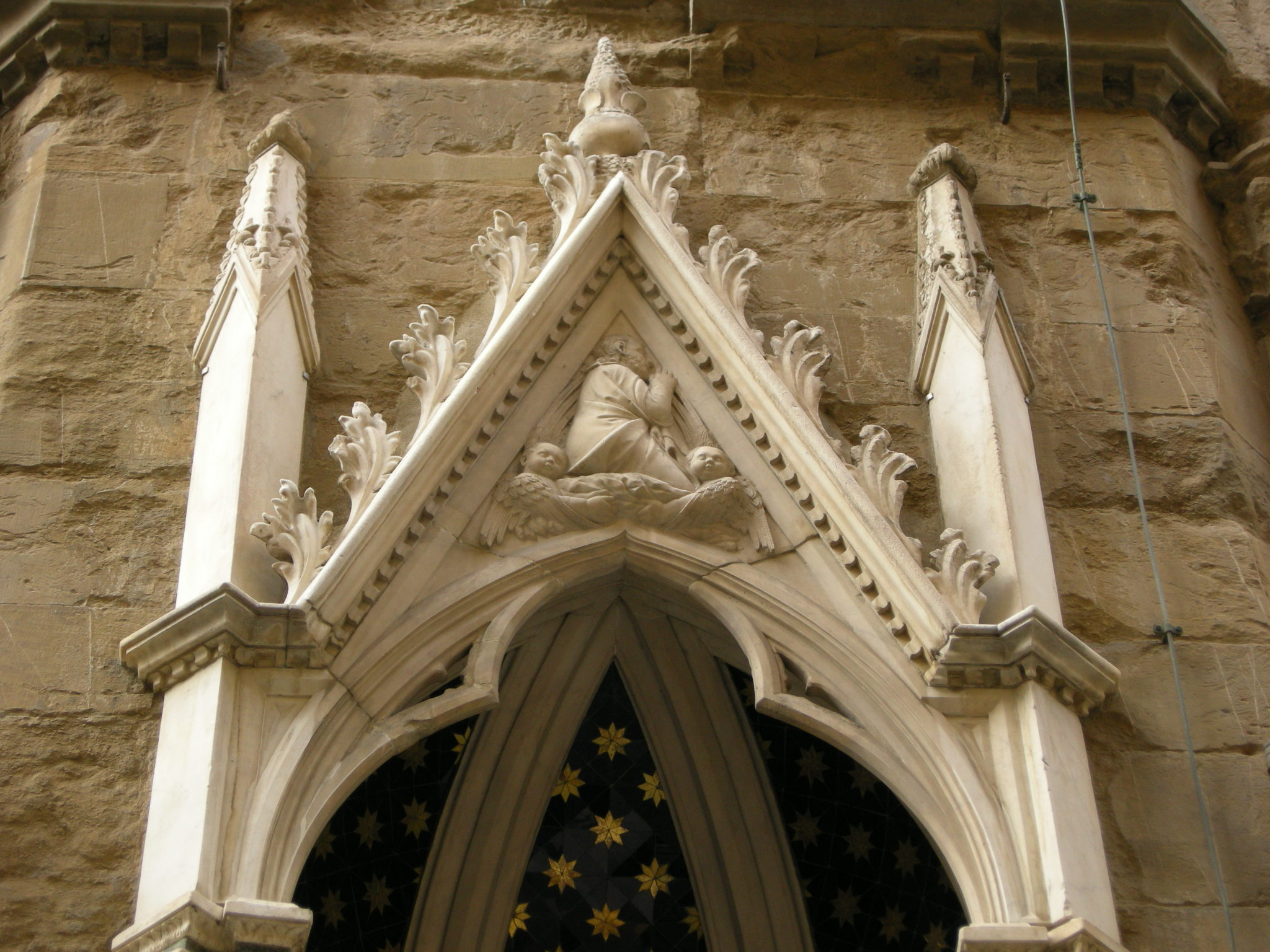
La cuspide
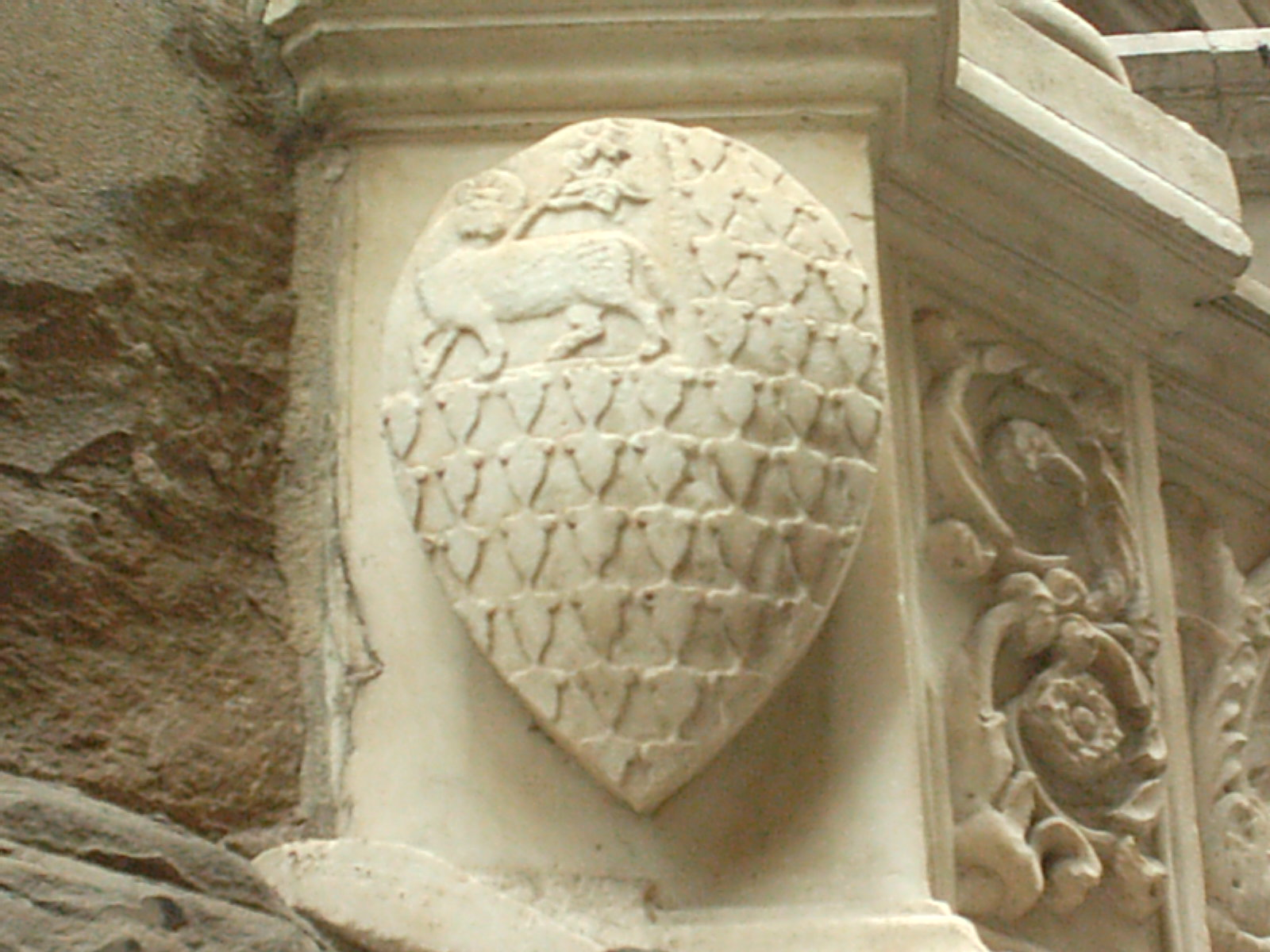
Setmma dell'Arte dei Vaiai